# Gébé

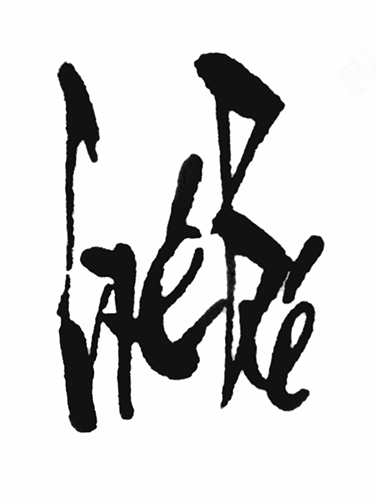
Firma di Gébé

Gébé, pseudonimo di Georges Marcel Eugène Blondeaux (Villeneuve-Saint-Georges, 9 luglio 1929 – Champcueil, 4 aprile 2004), è stato un disegnatore e fumettista francese, collaboratore del giornale satirico Charlie Hebdo, di cui è stato anche direttore dal 1992 fino alla sua morte.

## Biografia
Iniziò a lavorare come redattore per la SNCF nel 1947. Fu proprio a partire dagli anni '60 che si fece notare da riviste importanti come Paris Match e Le Journal du dimanche. Nel 1969 diventa caporedattore presso Hara-Kiri, rivista fondata da François Cavanna e di Charlie Hebdo fino al 1985. Dal 1992 diventa collaboratore attivo di Charlie Hebdo fino a ricoprire il ruolo di direttore della suddetta redazione giornalistica.

## Giornalismo nuovo
In un primo momento, nel 1966, Gébé aveva lasciato Hara-Kiri, il giornale bête et méchant, per una differente e crescente visione rispetto a quella di Wolinski il quale vi collaborava fin dalla sua fondazione (1960). «Non mi piaceva», dichiarò a suo tempo Gébé, «quella certa volgarità, sia pure elaborata, che è ormai una delle componenti del giornale», aggiungendo già «che non c'è nulla dio comparabile a Hara-Kiri», come dire che «Mamma ce n'è una sola». Per il periodico Hara-Kiri «ha creato l'originale personaggio di Berck, che riassume tutto il suo non facile umorismo surreale». Questo personaggio viene recensito sul numero 12/13 di Ca Balà del marzo aprile 1972 attraverso la segnalazione del volume in francese Berck, Editions Hara-Kiri, 1965.

## Multimedialità
Nel 2005 UZ Production pubblica in DVD il film di Gébé L'An 01 realizzato  nel 1972 da Jacques Doillon con la complicità di Alain Resnais e Jean Rouch. Si descrive l'utopia del mondo che si ferma dove la gente non pensa più a lavorare e a produrre, ma soltanto a divertirsi. Nel DVD oltre al film si trovano vari spezzoni di complemento: Dal fumetto al film; Gébé raccontato da François Cavanna, Cabu e Charb; Un cortometraggio di Gébé e uno di Jacques Doillon.